# 风景

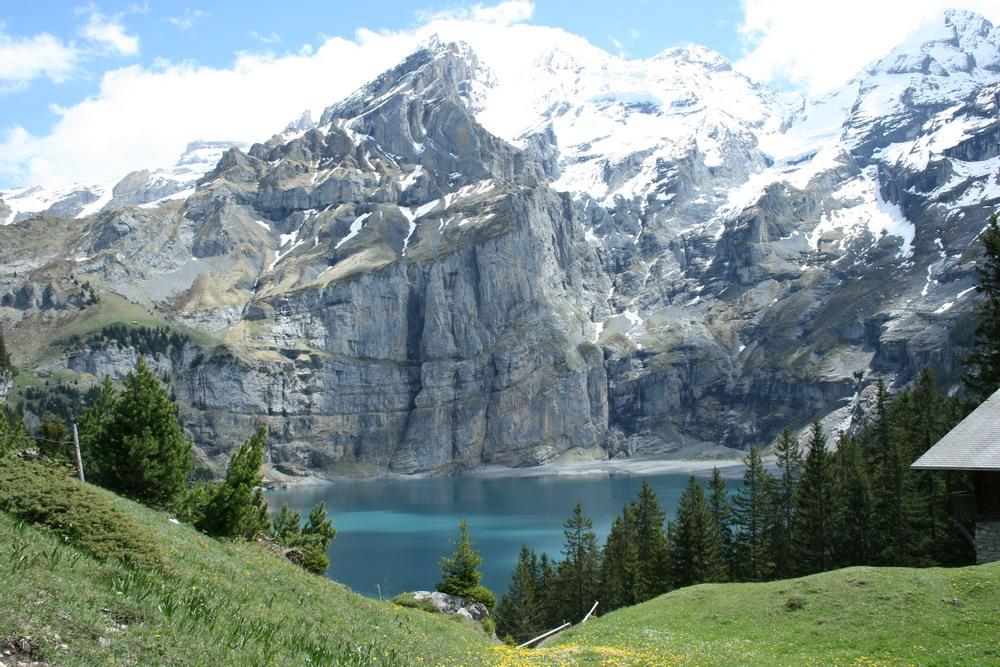
瑞士的阿尔卑斯山风景

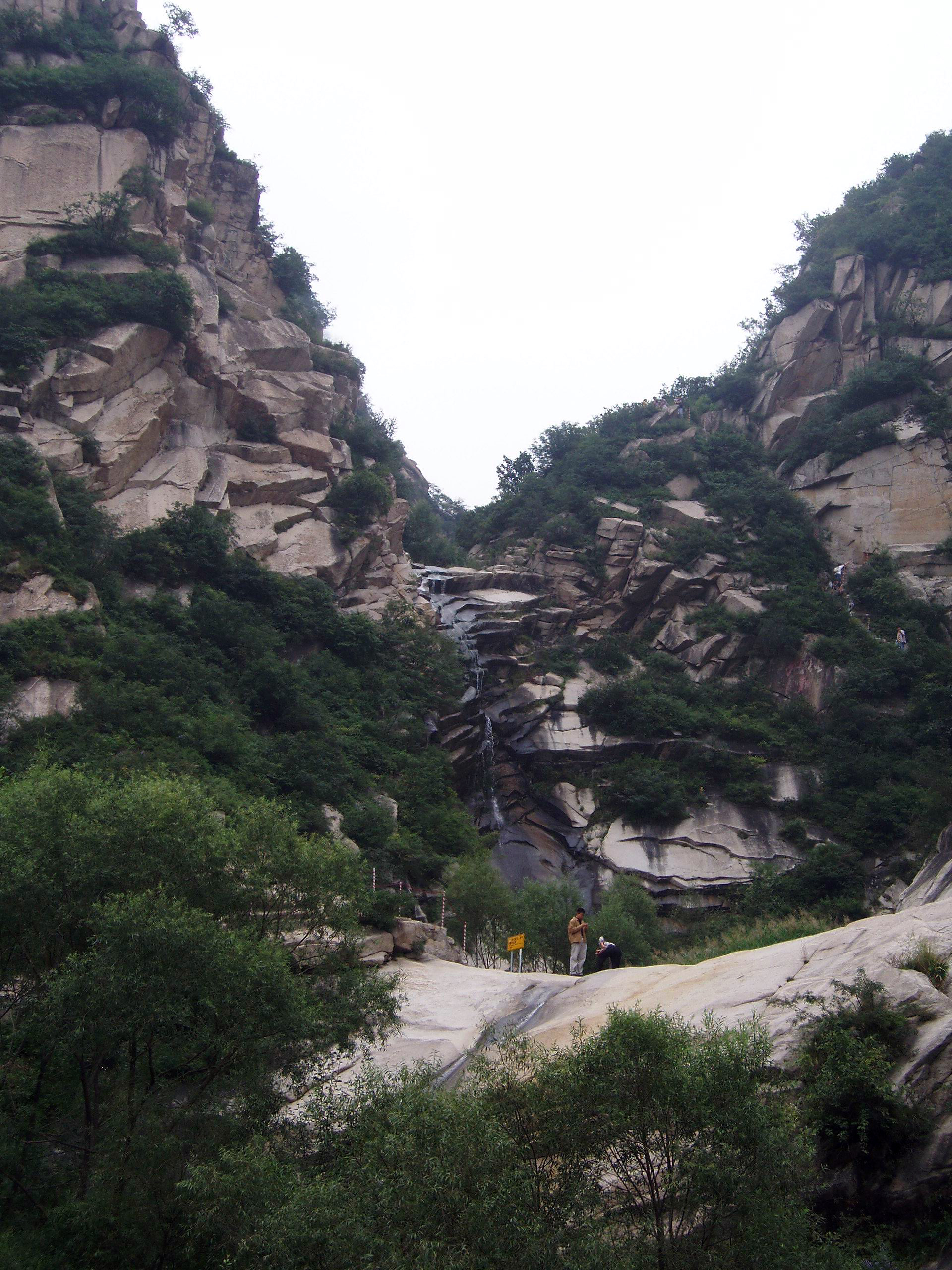
太行山风景

風景是一定條件下、能引起人們欣賞的自然風光與人文景观，展現了審美主体（人）與客體（風光景觀）間的互動，經常以诗歌、音乐、绘画等艺术形式呈現。

## 詞源
「風」指的是風光、風聲、風俗；「景」指眼睛看到的景物。較早的出處為刘宋劉義慶《世说新语‧言語》：「風景不殊，正自有山河之異。」、唐朝王勃《滕王阁序》：「儼驂騑於上路，訪風景於崇阿。」

## 構成三要素
風景是由景物、景感、條件三要素所構成。景物是具欣賞價值的客體，例如山、水、动物、植物、建築、社会生活等等，雖然自然因素居多，但也包含人造、人因部分，有時以人造、人因為主；景感是主體（人）對景物的感受、體察、鑑別，如五感、心理活動等；條件是主體與客體間的特殊關係，包含时间、空間、個人、社会、经济、技术、文化等等。

## 古今差異
古代對風景的認知多半從個體審美出發，較為單一、感性、表象；現代由於科学（特別是生态学）發展，則能夠理性地認識風景，使風景具有科學研究、生物及文化多样性保護、環境教育、經濟及社會等價值，成為公共性社會實踐。

## 引用資料
1. 1 2 3 4  樊宝敏. . 中国大百科全书第三版网络版. 2022-01-20  [2023-10-22] （中文（中国大陆））.